# Дорифор
«Дорифо́р» (др.-греч. δορυφόρος — «Копьеносец») — одна из самых знаменитых статуй античности, работа скульптора Поликлета, воплощающая так называемый канон Поликлета, была создана в 450—440 гг. до н. э. Скульптура была выполнена в бронзе. Она не сохранилась и известна только по литературным описаниям. Существуют её приблизительные реконструкции в тонированном гипсе (в Музее изобразительных искусств им. А. С. Пушкина в Москве) и многочисленные реплики в мраморе.

## Статуя
Дорифор относится к периоду высокой классики и демонстрирует динамичную, но уравновешенную позу, отличную от статичных куросов архаического периода.  Статуя Дорифора — первый пример классического контрапоста. Именно Поликлет считается изобретателем «постановки» фигуры человека с переносом тяжести тела на одну ногу. Опорная нога фигуры отклоняется от вертикали, опорный тазобедренный сустав поднимается вверх и одновременно немного выдвигается вперёд, тазовый пояс наклоняется относительно горизонтали, а свободная нога фигуры, согнутая в колене, слегка отставлена назад. Плечевой пояс из-за необходимости уравновешивания приобретает контрастное положение по отношению к тазовому. Это и называется контрапостом. В результате фигура кажется подвижной и оживленной. Ощущение пластичности и "зрительного движения" возникает благодаря S-образно изогнутой линии, проходящей сверху вниз: от ярёмной ямки между ключицами до внутренней лодыжки опорной ноги. Эта основная линия создаёт так называемый хиазм.

### Канон Поликлета
Дорифор представляет собой изображение не конкретного атлета, победителя в состязаниях по метанию короткого копья (дороса), а обобщённый образ идеальной мужской фигуры. «Уверяли даже, что Поликлет исполнил статую нарочно, для того, чтобы другие художники пользовались ею как моделью», писал современник.
Иногда эту статую так и называют — «Канон Поликлета», по названию теоретического трактата создателя скульптуры. Трактат Поликлета «Канон» не сохранился, более того в античных литературных текстах он не упоминается под таким названием. Однако считается, что в подобном сочинении Поликлет стремился сформулировать канон идеальных пропорций мужской фигуры. Об этих пропорциях мы можем судить только по римским репликам знаменитой скульптуры или по приблизительным копиям мастеров неоаттической школы. Древнеримский писатель Плиний Старший называл статуи Поликлета «выглядящими квадратными» (лат. signa quadrata, в ином переводе «широких пропорций»). При этом Плиний ссылался на энциклопедиста Марка Теренция Варрона и предполагал, что именно так выглядят идеальные пропорции в представлении скульпторов аргосской школы. Фигуры подобных статуй действительно выглядят широкоплечими. Позднее пропорции мужских фигур, к примеру в произведениях Праксителя или Лисиппа, значительно изменились, они стали более утончёнными. Основой канона Поликлета является отношение размера головы к росту всей фигуры(1:8), а отдельные членения тела определяются классической античной задачей: построением большого квадрата на диагонали малого квадрата. Такая задача, впервые сформулированная пифагорейцами, в дальнейшем послужила для подробных вычислений пропорций на основе правила «золотого сечения».

### Параметры статуи
Если пересчитать пропорции скульптуры Поликлета для роста 178 см, размеры будут таковы:
окружность шеи — 44 см,
груди — 119,
бицепса — 38,
талии — 92,
предплечья — 33,
запястья — 19,
ягодиц — 108,
бедра — 60,
колена — 40,
голени — 42,
лодыжки — 25,
Длина стопы — 30 см.

## Копии
Оригинал не сохранился. Существуют многочисленные копии, в том числе в Неаполе, Ватикане (Музей Кьярамонти), Мюнхене, Флоренции. (В мраморных копиях позади левой ноги сооружена подпорка, в бронзовом подлиннике не присутствовавшая).
Сохранилась 31 копия Дорифора Поликлета, как указывают:  "самая знаменитая и верная — в Неаполе; лучшая реплика головы — из Геркуланума, с сигнатурой афинского копииста Аполлония; лучшие реплики торса — в Галерее Уффици во Флоренции, из базальта, и в Берлине, из коллекции Пурталеса".